# American Fork
American Fork – miasto w Stanach Zjednoczonych, w stanie Utah, w hrabstwie Utah.